# Blackout (téléfilm, 2009)
Pour les articles homonymes, voir Blackout.
Pour plus de détails, voir Fiche technique et Distribution.
Blackout est un téléfilm français écrit et réalisé par René Manzor, diffusé en 2009.

## Synopsis
Le 22 décembre 2008, à 21h34, une panne de courant plonge 250 millions d'Européens dans le noir. Le quart nord-est de la France est touché. Les trains sont immobilisés en rase campagne, le trafic aérien est détourné, les stations d'épuration cessent de fonctionner. Très vite, l'eau potable devient une denrée rare et les magasins sont pris d'assaut. Manuel, le chef du département d'urologie d'un CHU, hésite à abandonner son service au pire moment pour aller retrouver ses deux enfants. Yann, un détenu, profite du chaos général pour s'échapper du fourgon cellulaire qui le transportait. Il rencontre les deux enfants de Béatrice, première adjointe au maire…

## Fiche technique
- Titre original : Blackout
- Réalisation : René Manzor
- Scénario  : René Manzor et Jérôme Enrico
- Photographie : Manuel Teran
- Production : Pascale Breugnot
- Sociétés de production : uFilm ; BE-FILMS, Delux Productions et Ego Productions (coproductions)
- Sociétés de distribution : RTBF et TF1
- Pays d'origine  :  France
- Langue originale : français
- Genre : thriller
- Durée : 90 minutes
- Dates de diffusion :
  -  Belgique : 19 octobre 2009
  -  France : 27 avril 2011

## Distribution
- Cristiana Réali : Béatrice
- Florent Pagny : Manuel Weiss
- Gauthier Battoue : Antonin
- Tom Méziane : Théo
- Jean-Pierre Martins : Yann
- Yann Sundberg : Nicolas
- Antoine Kahan : Zach
- Féodor Atkine : Roland

## Production
Le tournage a lieu à Strasbourg.